# 川原勝麿
川原 勝麿（かわはら かつまろ、1908年（明治41年）6月24日 - 没年不明）は、昭和時代の政治家。福岡県直方市長。

## 経歴
福岡県直方市出身。
1933年（昭和8年）高野山大学卒業。
1940年（昭和15年）直方市役所、1941年（昭和16年）より福岡県庁に勤務。戦中軍務を経て戦後は直方市役所勤務に戻る。
1971年（昭和46年）の直方市長選挙にて市長に当選。